# Sweetwater megye
Sweetwater megye az Amerikai Egyesült Államokban, azon belül Wyoming államban található. Megyeszékhelye Green River, legnagyobb városa Rock Springs. Lakosainak száma 42 272 fő (2020. április 1.). Sweetwater megye Fremont, Carbon, Moffat, Daggett, Summit, Uinta, Lincoln és Sublette megyékkel határos.

## Népesség
A megye népességének változása:
| Lakosok száma | 37 613 | 43 601 | 44 048 | 45 164 | 45 237 | 44 626 | 42 272 |
|               | 2000   | 2010   | 2011   | 2012   | 2013   | 2015   | 2020   |